# Tour International de Sétif
Die Tour International de Sétif (kurz: Tour de Sétif) ist ein algerisches Straßenradrennen. Dieses Etappenrennen führt um die Region der Stadt Sétif.
Das Radrennen wurde 2014 erstmals ausgetragen. Es gehört der UCI Africa Tour an und ist dort in der UCI-Kategorie 2.2 eingestuft.
Bei den bisherigen Austragungen gab es noch keinen Radrennfahrer, der dieses Rennen mehrmals gewinnen konnte.

## Sieger
- 2014  Thomas Lebas
- 2015  Nabil Baz
- 2016  Essaïd Abelouache